# Hugo Rasmussen
Hugo Rasmussen (Bagsværd, 22 de marzo de 1941 - Frederiksberg, 30 de agosto de 2015) fue un bajista danés. Rasmussen es más conocido por su álbum de 1978 Sweets to the Sweet. Sweets To the Sweet fue relanzado en 2001.

## Biografía
Trabajó con Teddy Wilson, Ralph Sutton, Horace Parlan, Ben Webster, Dexter Gordon, Oliver Nelson, Tom Waits, Al Grey, Wild Bill Davison, Harry Edison, Doug Raney, Ole Kock Hansen, Svend Asmussen, y Jesper Thilo. Fue uno de los bajistas más solicitados en el mundo y realizó arriba de 800 álbumes.

## Premios
En 2009 fue galardonado con el título Ærespris (Premio de honor en Español) (Premio de música jazz danés 2009) por la Federación Internacional de la Industria Fonográfica.